# サンドポイント空港
サンドポイント空港（サンドポイントくうこう、英語：Sandpoint Airport、(ICAO: KSZT, FAA LID: SZT)）はアメリカ合衆国アイダホ州ボナー郡サンドポイントにある、郡所有の公営空港である。 

## 概要
サンドポイントの中心業務地区から2キロメートル北に位置し、Dave Wall Fieldとしても知られる。 
ほとんど米国の空港は FAAとIATAの3レターコードを両方保有しているが、この空港はFAAの3レターコード"SZT"のみを割り当てられている （なお、IATAコードのSZTは、メキシコのサン・クリストバル・デ・ラス・カサス 空港に割り当てられている）。

## 施設及び航空機
サンドポイント空港は平均海抜650メートルの場所に104エーカー (42 ha) の面積を有している。1,677 x 23 m・方位02/20のアスファルト舗装の滑走路1本がある。  
2006年4月28日までの12か月間の空港の運航数は29,900便で、1日平均は81便。うちゼネラル・アビエーションの割合は99％、 エアタクシーの割合は1％。当時、85機の航空機がこの空港を拠点にしており、単発機84％、多発機13％、 ヘリコプター2％、ジェット機1％の割合であった。